# Ulrich von Zatzikhoven

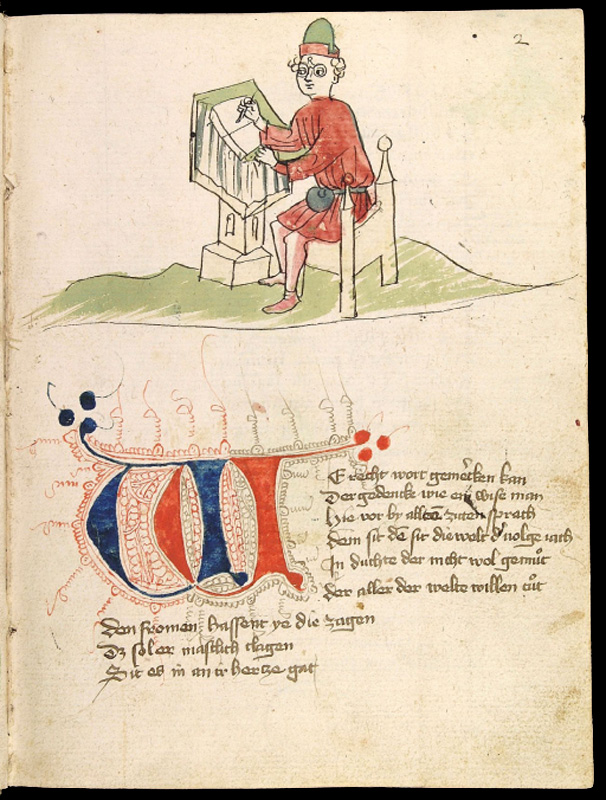
Vyobrazení Ulricha von Zatzikhoven a první verše jeho Lanzeleta (Codex Palatinus Germanicus 371)

Ulrich von Zatzikhoven byl středověký spisovatel, autor středohornoněmeckého artušovského románu Lanzelet. Ten se skládá z 9444 veršů a prvním dílem lancelotovské tradice v německých zemích a druhým německým artušovským textem vůbec. Na rozdíl od pozdějších zpracování je v něm Lancelot vykreslen jako dokonalý rytíř.
Přesné údaje o narození a úmrtí Ulricha von Zatzikhoven nejsou známy. Badateli bývá ztotožňován s duchovním, který je podepsán jako svědek na listině z roku 1214 („capellanus Uolricus de Cecinchoven plebanus Loumeissae“), pocházející z obce Lommis poblíž Zezikonu („Zatzikhoven“) ve švýcarském kantonu Thurgau. Autor na konci Lanzeleta uvedl, že zdrojem pro něj byla „velšská kniha“ („ein welschez buoch“), kterou do německých zemí přinesl Hûc de Morville, jeden z rukojmích za Richarda Lví srdce. Richard se vrátil do Anglie v roce 1194, lze tedy předpokládat, že Lanzelet vznikl až po tomto roce, avšak před rokem 1205.
Z díla se dochovaly dvě téměř kompletní verze (rukopis W ze 14. století a rukopis P z 15. století) a několik fragmentů. Kromě „velšské knihy“ je autorův styl psaní zřetelně ovlivněn také Tristantem Eilharta von Oberge, románem Aeneas od Heinricha von Veldeke či románem Erec od Hartmanna von Aue. Hojně také užívá slovní zásobu z hrdinské epiky a pracuje se zaužívanými formulemi a příslovími. Přestože autor zůstal prakticky neznámým, jeho dílo si díky své schopnosti kombinovat různé styly a tradice získalo ve středověku popularitu jak mezi čtenáři, tak mezi pozdějšími zpracovateli Lancelotova příběhu.